# Лана Маркони
Лана Маркони (настоящее имя — Екатерина Илеана Маркович) (фр. Lana Marconi; 8 сентября 1917, Бухарест, Королевство Румыния — 8 декабря 1990, Нёйи-сюр-Сен, Франция) — французская актриса

.

## Биография
Румынского происхождения. В 1922 году с семьёй переехала в Париж. После окончания учёбы посещала художественные кружки, в том числе под руководством Арлетти, которая познакомила её с актёром и режиссёром Саша Гитри. В ноябре 1949 года стала его последней, пятой женой. Гитри как-то сказал ей: «Другие были моими жёнами, ты будешь моей вдовой» и «Эти прекрасные руки закроют мне глаза и откроют мой ящик», он звал её «моя дорогая лиса».
Как в театре, так и в кино Лана Маркони известна работами в постановках одного режиссёра, своего мужа Саша Гитри: с 1947 по 1956 годы она сыграла восемь театральных ролей и снялась в 12 кинофильмах своего мужа.
Лана Маркони похоронена на кладбище Монмартр в Париже рядом с Саша Гитри, Жаном и Люсьеном Гитри.

## Фильмография

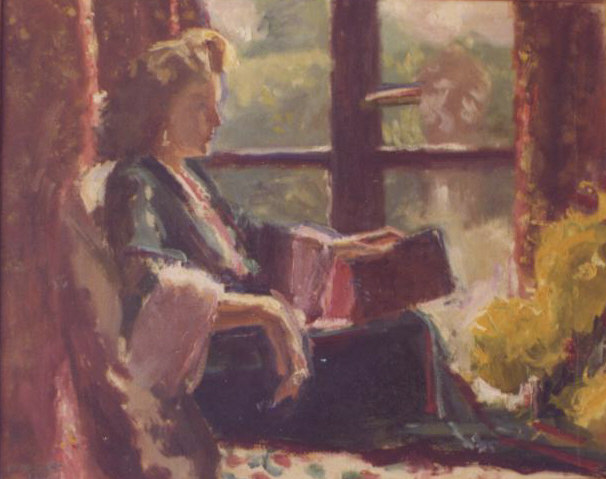
Портрет Ланы Маркони кисти Леона Гара. 1945

- 1947 — Актёр, Комедиант — Катрин Майяр
- 1948 — Хромой дьявол — мадам Екатерина Ноэль Гран, любовница, затем жена Талейрана
- 1949 — У двух голубок — Великая княгиня Кристина
- 1949 — Тоа — Анна Екатерина
- 1950 — Сокровище Кантенак — Виржиния Лакассань
- 1950 — Ты спас мне жизнь — маркиза де Пралоньян
- 1951 — Дебюро — Мари Дюплесси
- 1952 — Я был им три раза — Тереза Вердье
- 1953 — Жизнь порядочного человека — проститутка по прозвищу «Графиня»
- 1953 — Тайны Версаля — Мария-Антуанетта / Николь Легай
- 1955 — Наполеон: путь к вершине — Мария Валевская
- 1956 — Если бы нам рассказали о Париже — Мария-Антуанетта